# Groupe UDR
Ne doit pas être confondu avec Groupe Union des démocrates pour la République.

Premier logo

Le groupe UDR, anciennement groupe À droite (AD!) est un groupe politique français de l'Assemblée nationale créé au début de la XVIIe législature de la Cinquième République. Le groupe rassemble les députés de l'Union des droites pour la République élus dans le cadre de l'alliance conclue par Éric Ciotti, alors président de LR, et le RN lors des élections législatives de 2024.

## Création
Le groupe parlementaire À droite ! (AD!) est fondé à l'initiative d'Éric Ciotti à la suite des élections législatives anticipées de 2024 lors desquelles se déroule une grave crise au sein du parti Les Républicains. Le groupe À droite ! est rebaptisé Groupe UDR près de deux mois plus tard, le 12 septembre 2024, lorsque le mouvement Les Amis d'Éric Ciotti prend le nom d'Union des droites pour la République.

## Positions
Le Groupe UDR se réclame du libéralisme économique. Il s'oppose en octobre 2024 au budget du gouvernement de Michel Barnier, qu'il qualifie de « socialiste ». Il avance une série d'amendements visant à supprimer des taxes touchant les plus aisés, comme la taxe de solidarité sur les billets d'avion, qui finance l'organisme international Unitaid ; la taxe sur les logements vacants, qui incite depuis 1998 les propriétaires d’appartements dans les grandes villes à louer leurs biens et finance l’Agence nationale de l’habitat ; ainsi que la taxe d’aménagement sur les abris de jardin et vérandas de plus de 20 mètres carrés. Le groupe défend aussi une réduction significative des droits de succession et de donation, la suppression de la Cotisation sur la valeur ajoutée des entreprises (CVAE), de la taxe sur les rachats d’action ou du malus écologique sur les véhicules. 
Il milite par ailleurs pour la vente des participations minoritaires de l’État dans Engie, Renault et Orange, la suppression du régime des intermittents du spectacle, la multiplication par cinq de la taxe de délivrance de titre de séjour, la fin de l’Aide médicale d’État, la suppression des subventions aux associations d’aide aux migrants, la fin de l’aide au développement des pays refusant la délivrance de laissez-passer et une taxe sur les transferts d’argent de leurs concitoyens.

## Composition
Le groupe est composé de 16 députés,, élus sous l'étiquette « Républicains à droite » dans le cadre d'une alliance avec le Rassemblement national.
|  | Nom                      | Parti | Parti        | Circonscription              | Observations |
|  | ------------------------ | ----- | ------------ | ---------------------------- | --- |
|  | Alexandre Allegret-Pilot |       | LR puis UDR  | Gard (5e)                    | |
|  | Charles Alloncle         |       | LR puis UDR  | Hérault (9e)                 | |
|  | Brigitte Barèges         |       | LR puis UDR  | Tarn-et-Garonne (1re)        | Déclarée inéligible « pour une durée d'un an » et « démissionnaire d'office » par le Conseil constitutionnel après le rejet de ses comptes de campagne,. |
|  | Matthieu Bloch           |       | LR puis UDR  | Doubs (3e)                   | |
|  | Bernard Chaix            |       | LR puis UDR  | Alpes-Maritimes (3e)         | |
|  | Marc Chavent             |       | REC puis UDR | Ain (5e)                     | |
|  | Éric Ciotti              |       | LR puis UDR  | Alpes-Maritimes (1re)        | |
|  | Christelle D'Intorni     |       | LR puis UDR  | Alpes-Maritimes (5e)         | |
|  | Olivier Fayssat          |       | LR puis UDR  | Bouches-du-Rhône (6e)        | |
|  | Bartolomé Lenoir         |       | LR puis UDR  | Creuse (1re)                 | |
|  | Hanane Mansouri          |       | LR puis UDR  | Isère (8e)                   | |
|  | Maxime Michelet          |       | LR puis UDR  | Marne (3e)                   | |
|  | Éric Michoux             |       | SE puis UDR  | Saône-et-Loire (4e)          | |
|  | Vincent Trébuchet        |       | SE puis UDR  | Ardèche (2e)                 | |
|  | Sophie Vaginay-Ricourt   |       | LR puis UDR  | Alpes-de-Haute-Provence (2e) | |
|  | Gérault Verny            |       | REC puis UDR | Bouches-du-Rhône (14e)       | |